# Shivpuri (Distrikt)
Der Distrikt Shivpuri (Hindi शिवपुरी जिला) ist ein Distrikt im indischen Bundesstaat Madhya Pradesh.

## Geographie
Der Distrikt Shivpuri liegt im Norden Madhya Pradeshs in der Großregion Bundelkhand. Er hat grob angenähert die Form eines Quadrats mit 100 km Kantenlänge und einem 30 km langen zipfelartigen Ausläufer nach Westen. Die angrenzenden Distrikte sind Baran (Rajasthan) im Westen, Sheopur im Nordwesten, Gwalior und Datia im Norden, Jhansi und Lalitpur (beide Uttar Pradesh) im Osten, Ashoknagar im Süden und Guna im Südwesten.
Mit einer Fläche von 10.066 km² (nach Angaben der indischen Zensusbehörde) war Shivpuri im Jahr 2022 der flächenmäßig zweitgrößte unter den 52 Distrikten Madhya Pradeshs. Physiogeographisch bildet der Distrikt eine Hochlandregion von zerklüfteter Topographie mit in Nord-Süd-Richtung verlaufenden parallelen Bergrücken und dazwischen liegenden Tälern. Die Höhe über dem Meeresspiegel variiert zwischen 266 und 522 Metern. Die größten Flüsse sind Betwa, der einen Abschnitt der südöstlichen Distriktgrenze bildet, im Osten, Sind im Zentrum, sowie Kuno, der einen Abschnitt der südwestlichen Distriktgrenze bildet, im Westen. Kleinere Flüsse sind Mahuar im Osten und Parwati im Westen. Alle Flüsse nehmen einen Verlauf nach Norden und gehören zum Einzugsgebiet des Yamuna. Geologisch können drei Regionen unterschieden werden: die Region des Bundekhand-Trapps, die etwa 3986 km² im Osten umfasst, die Region des oberen Vindhyagebirges in der westlichen Hälfte und der Dekkan-Trapp in den südlichen Abschnitten (etwa 969 km²).

## Klima
Das Klima ist durch denn Monsun geprägt, der von der letzten Juniwoche/ersten Juliwoche bis Ende September andauert. In dieser Zeit fällt ein Großteil des Jahresniederschlags von etwa 816 mm. In der heißen Jahreszeit von Mitte April bis Mitte Juni können Temperaturen bis 45 °C erreicht werden.

## Geschichte

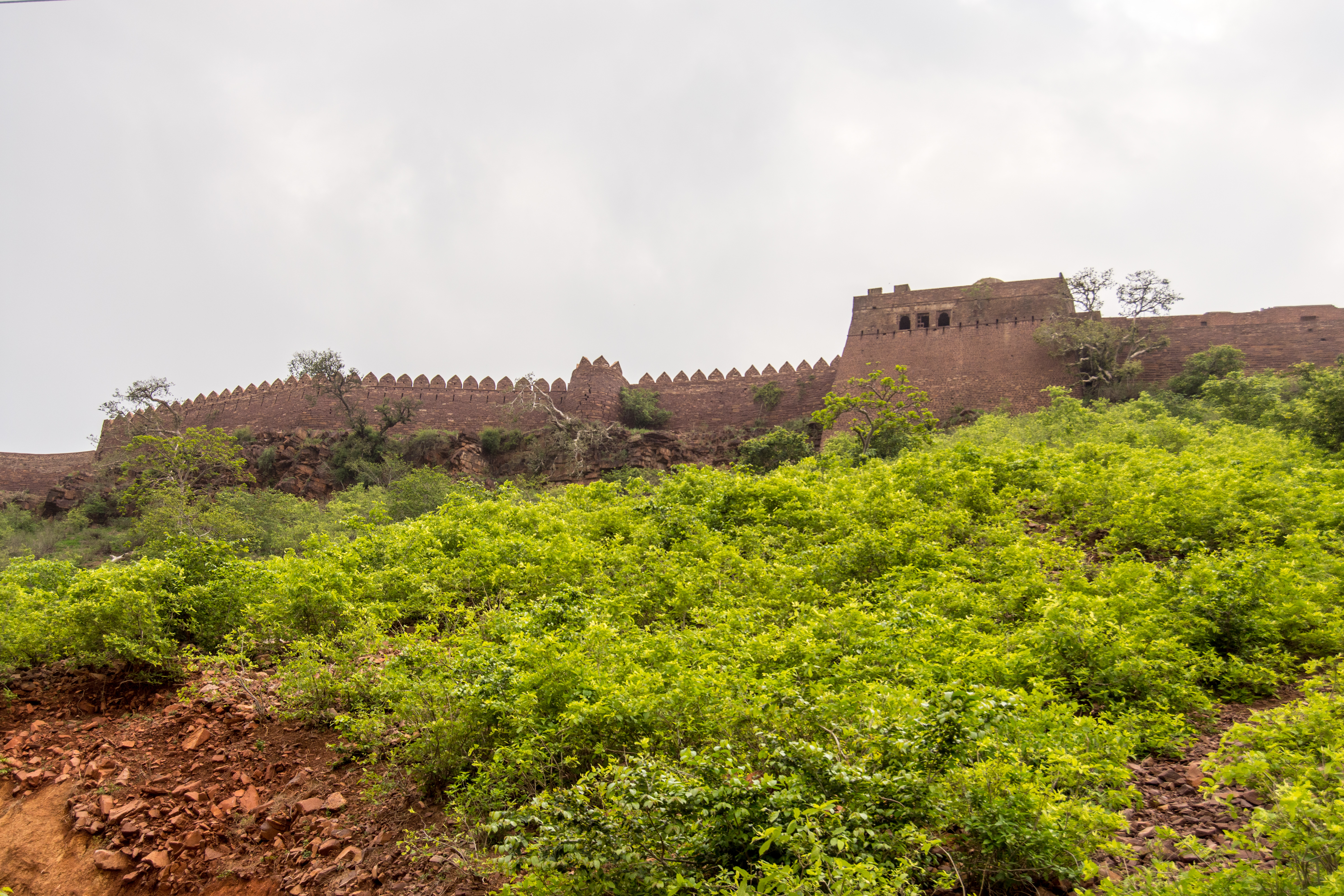
Narwar Fort

Der Distrikt trägt seinen Namen von der gleichnamigen Distrikthauptstadt, die ihren Namen wiederum vom Gott Shiva ableitet. Im 17. Jahrhundert wurde die damals noch unter dem Namen Sipri bekannte Stadt von Shah Jahan als Jagir an die Kachhwaha-Rajputen von Narwar vergeben. 1804 kam das Gebiet vorläufig unter die Herrschaft der Fürstendynastie Scindia, der Herrscherfamilie des späteren Fürstenstaats Gwalior, und wurde beim Ende des Dritten Marathenkrieges 1818 in deren Besitz bestätigt. 1948 wurde Gwalior Teil der Fürstenstaaten-Union Madhya Bharat und diese schloss sich dem unabhängig gewordenen Indien an. Shivpuri war einer der 16 Distrikte Madhya Bharats.  Nach der Auflösung des Bundesstaats Madhya Bharat im Rahmen des States Reorganisation Acts 1956 wurde dieser an Madhya Pradesh angegliedert, wodurch Shivpuri zu einem Distrikt Madhya Pradeshs wurde. Die Grenzen (bzw. die Fläche) des Distrikts blieben seitdem konstant (Stand 2022).

## Bevölkerung
Beim Zensus 2011 betrug die Einwohnerzahl 1.726.050. Zehn Jahre zuvor waren es noch 1.406.031. Die Einwohnerdichte lag mit 171 pro km² deutlich unter dem Durchschnitt Indiens (382 Ew./km²) und Madhya Pradesh (236 Ew./km²). Das Geschlechterverhältnis war bei 877 Frauen auf 1000 Männer deutlich unausgeglichen.
Die Alphabetisierungsrate lag mit 62,55 % (74,56 % bei Männern, 48,79 % bei Frauen) unter dem Durchschnitt des Bundesstaats (69,32 %). In religiöser Hinsicht war der Distrikt relativ homogen. Hindus bildeten mit 95,52 % die größte Religionsgemeinschaft, gefolgt von 2,97 % Muslimen und 0,71 % Jains.

## Verwaltungsgliederung
2022 war der Distrikt in 11 Tehsils gegliedert: Shivpuri, Pohri, Bairad, Kolaras, Badarwas, Pichhore, Khaniyadhana, Karera, Narwar, Rannod, Shivpuri Nagar.

## Wirtschaft
Der Distrikt ist landwirtschaftlich geprägt und ein Großteil der arbeitenden Bevölkerung ist im Agrarsektor beschäftigt. Angebaut werden schwerpunktmäßig an Getreide Reis, Sorghumhirse (jowar), Perlhirse (bajra), Mais, Weizen und Gerste, und an Hülsenfrüchten Kichererbsen (gram), Straucherbsen (arhar) und Sojabohnen. Andere landwirtschaftliche Erzeugnisse sind Zuckerrohr, Gewürzpflanzen, Sesam und Leinsamen (Flachs).

## Besonderheiten
Im Distrikt liegt der Madhav-Nationalpark. In der Distrikthauptstadt Shivpuri, die seit Ende des 19. Jahrhunderts den Maharajas von Gwalior als Sommerhauptstadt diente, finden sich mehrere repräsentative und historische Bauten aus dieser Zeit.